# Gilbert Bayes
Pour les articles homonymes, voir Bayes.
Gilbert William Bayes, né à Londres le 4 avril 1872 et mort dans la même ville le 10 juillet 1953, est un sculpteur, médailleur et céramiste britannique.

## Biographie
Élève de George Frampton, membre de la Société des artistes français, Gilbert Bayes est célèbre pour de nombreuses sculptures au Royaume-Uni dont certaines sont conservées à Londres au Victoria and Albert Museum.
En 1909, il exécute un bronze représentant Coquelin cadet, d'après un dessin d'Eric Forbes-Robertson (musée de la Comédie française).
Il a été maître de guilde de l'Art Workers' Guild en 1924 et président de la Royal British Society of Sculptors (en) de 1939 à 1944 et du Ealing Art Group (en) de 1947 à sa mort.

## Galerie

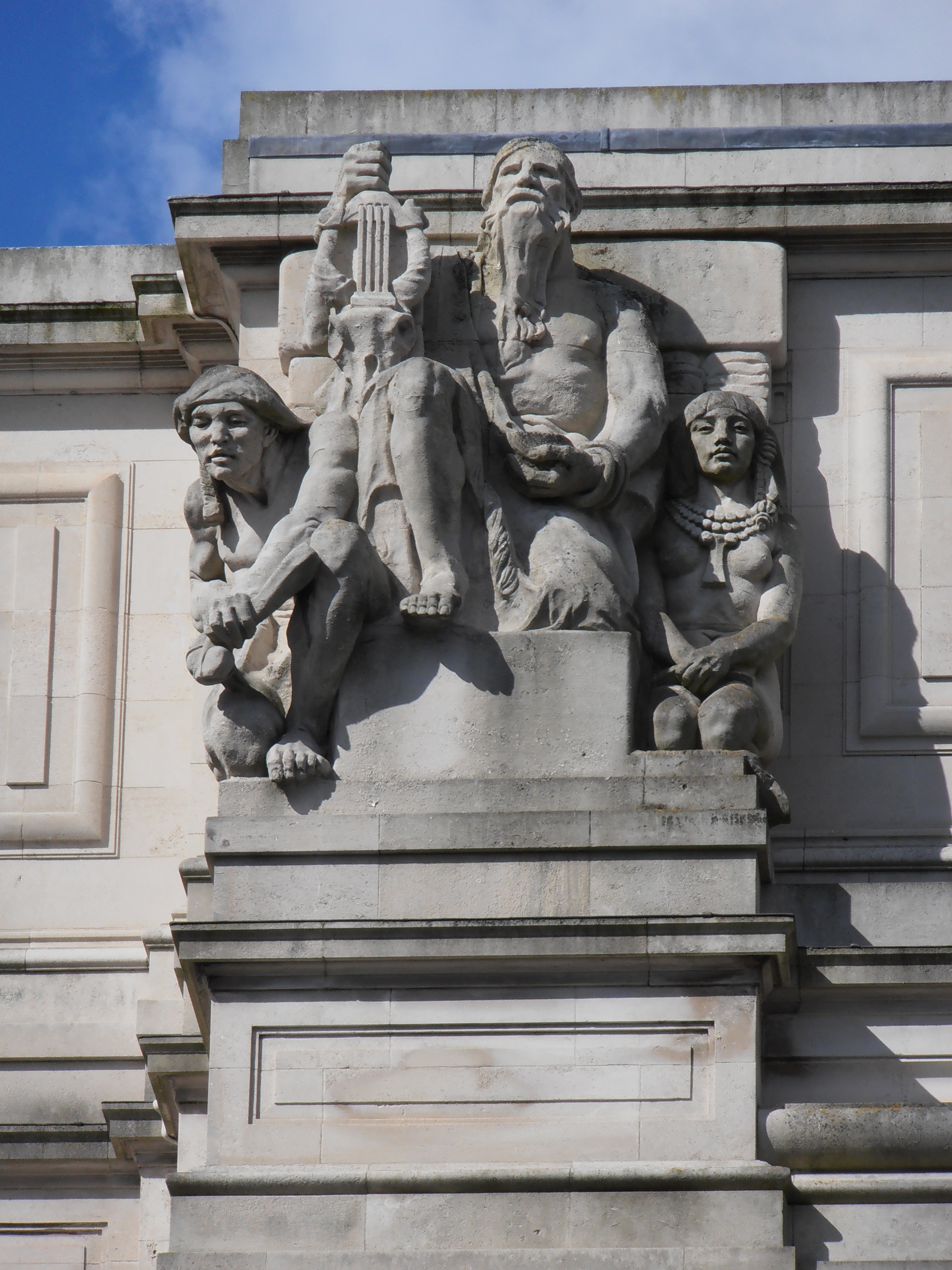
L'Ére préhistorique (1914–1915), musée national de Cardiff.
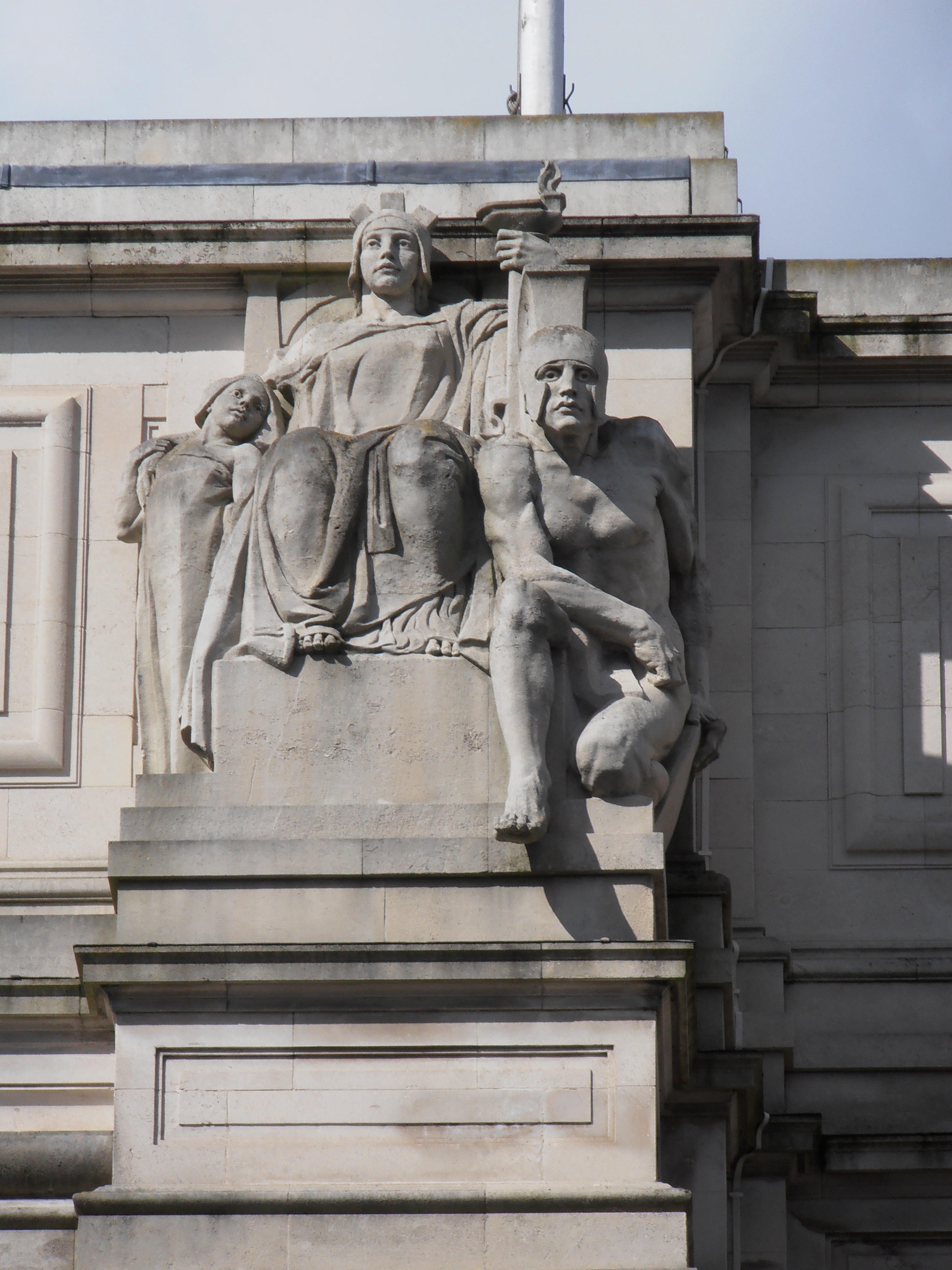
L'Ére  classique (1914–1915), musée national de Cardiff.
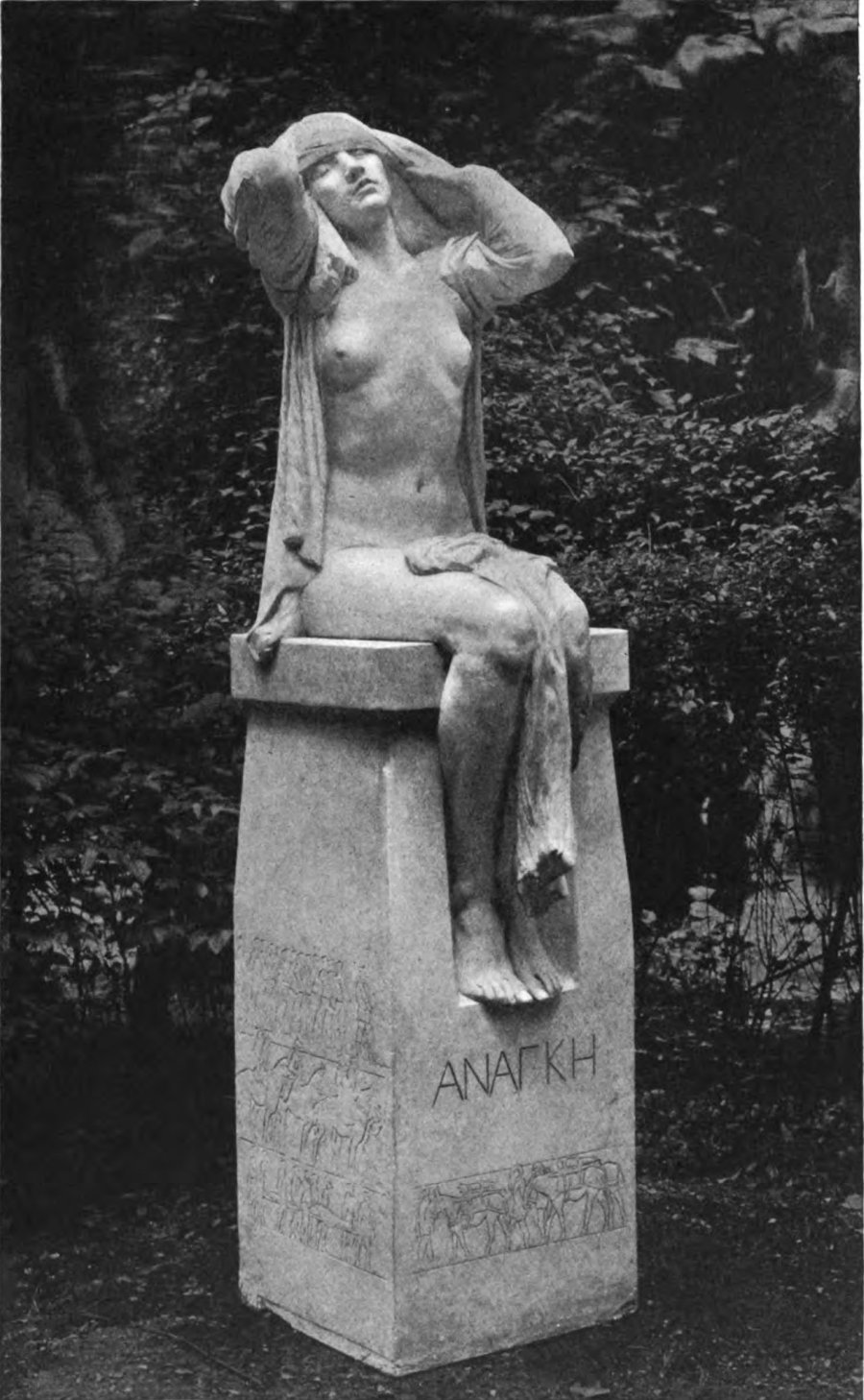
La Destinée (Ananké) (1920), Ramsgate, Albion Gardens.
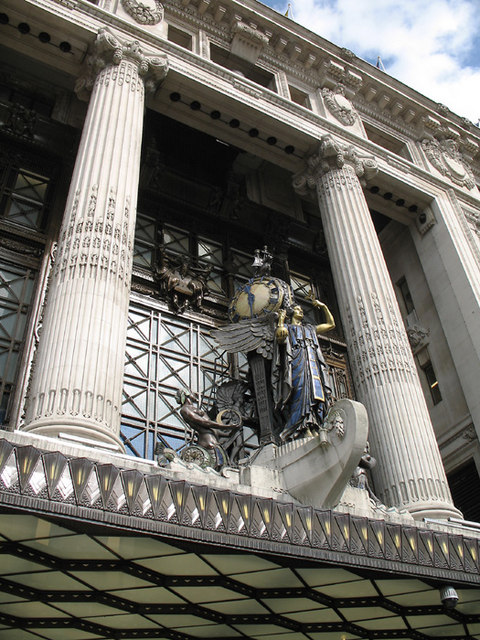
La Reine du Temps (1928), Londres, Selfridges.